# Бердов, Геннадий Ильич
Геннадий Ильич Бердов (род. 4 июня 1933, Косиха, Западно-Сибирский край) — российский политический деятель, депутат Государственной Думы ФС РФ второго созыва (1995—1999).

## Биография
С 1956 по 1977 год работал на Новосибирском электровакуумном заводе, где прошел путь от инженера до начальника Особого конструкторского бюро. С 1956 по 1977 гг. работал на Новосибирском электровакуумном заводе, где прошел путь от инженера до начальника Особого конструкторского бюро.
Доктор технических наук (1976). С 1977 по 1996 год — заведующий кафедрой химии Новосибирского инженерно-строительного института (ныне — Новосибирская государственная академия строительства). Профессор (1979). Автор более 300 опубликованных работ, пяти монографий (в соавторстве), 26 изобретений.

### Депутат государственной думы
Член КПРФ. С 1993 года — член Новосибирского обкома КПРФ. С 1996 года — депутат Государственной Думы Федерального Собрания Российской Федерации второго созыва (1995—1999 гг.) от избирательного объединения «Коммунистическая партия Российской Федерации» (Среднесибирская региональная группа), член фракции КПРФ в Госдуме. В Государственной Думе РФ с 31 января 1996 по 16 августа 1998 года — член комитета по экологии, председатель подкомитета по промышленной экологии. Доктор технических наук (1976). Заслуженный деятель науки и техники Российской Федерации (1993). Награждён орденом «Знак Почета», двумя медалями.